# Podział administracyjny Kościoła katolickiego na Haiti
Podział administracyjny Kościoła katolickiego na Haiti – w ramach Kościoła katolickiego na Haiti funkcjonują obecnie dwie metropolie, w których skład wchodzą dwie archidiecezje i osiem diecezji. 
Jednostki administracyjne Kościoła katolickiego obrządku łacińskiego na Haiti:

## Metropolia Cap-Haïtien
- Archidiecezja Cap-Haïtien
  - Diecezja Fort-Liberté
  - Diecezja Hinche
  - Diecezja Les Gonaïves
  - Diecezja Port-de-Paix

## Metropolia Port-au-Prince
- Archidiecezja Port-au-Prince
  - Diecezja Anse-à-Veau and Miragoâne
  - Diecezja Jacmel
  - Diecezja Jérémie
  - Diecezja Les Cayes